# Arhiducesa Margarete Sophie a Austriei
Arhiducesa Margarete Sophie a Austriei (Margarete Sophie Marie Annunciata Theresia Caroline Luise Josephe Johanna,; 13 mai 1870 - 24 august 1902) a fost membră a Casei de Habsburg-Lorena, Arhiducesă de Austria și Prințesă de Boemia, Ungaria și Toscana prin naștere. Prin căsătoria cu Albrecht, Duce de Württemberg ea a devenit membră a Casei de Württemberg și Ducesă de Württemberg.

## Familie

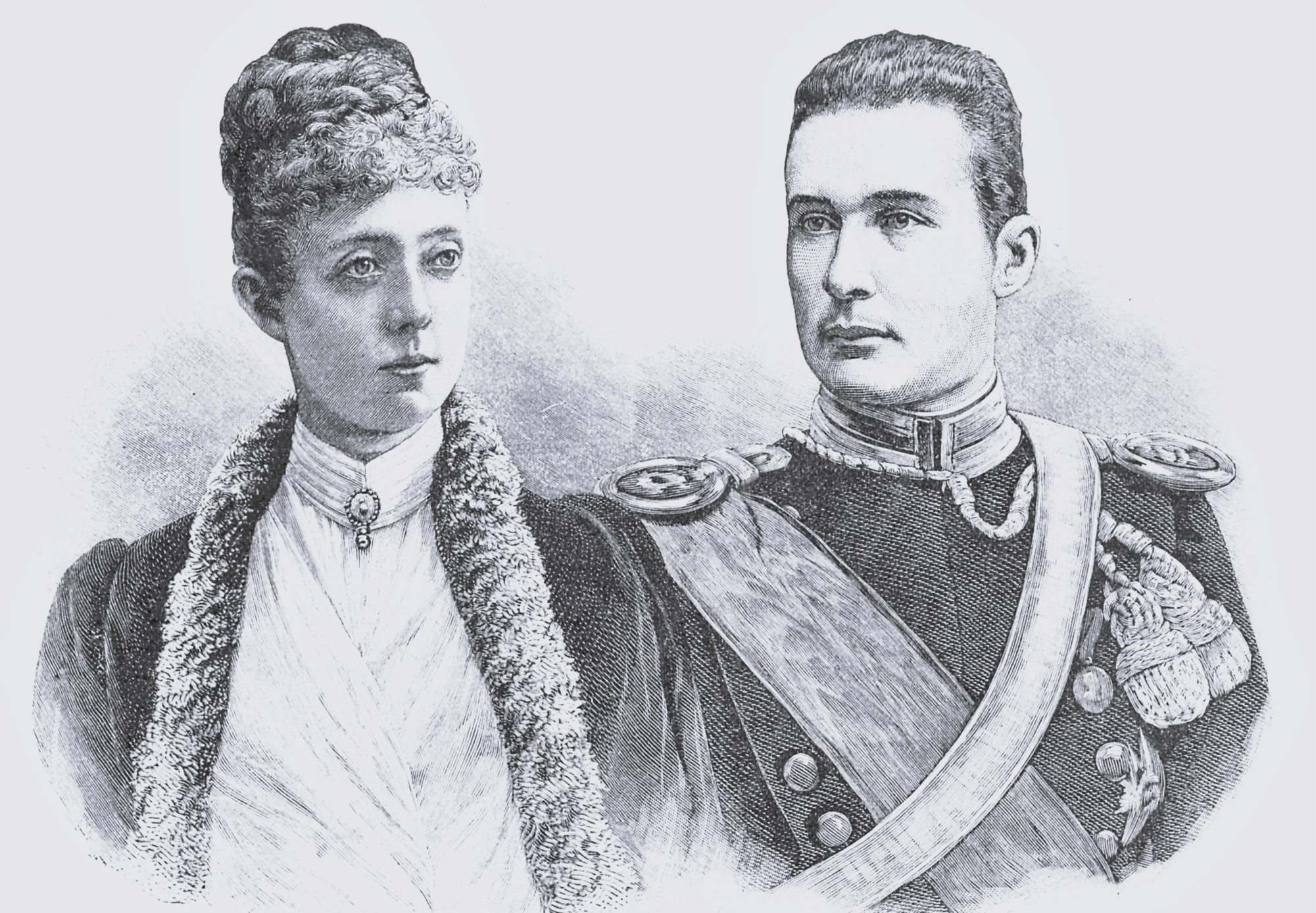

Arhiducesa s-a căsătorit la Viena la 24 ianuarie 1893 cu Albrecht, Duce de Württemberg, fiul Ducelui Filip de Württemberg. Cuplul a avut șapte copii:
- Philipp Albrecht, Duce de Württemberg (1893–1975).
- Ducele Albrecht Eugen de Württemberg (8 ianuarie 1895 - 24 iunie 1954), s-a căsătorit cu Prințesa Nadejda a Bulgariei (1899–1958), fiica Țarului Ferdinand I. Au avut cinci copii.
- Ducele Carl Alexander de Württemberg (12 martie 1896 - 27 decembrie 1964).
- Ducesa Maria Amalia de Württemberg (15 august 1897 - 13 august 1923) logodită cu Georg, Prinț Moștenitor al Saxoniei.
- Ducesa Maria Theresa de Württemberg (16 august 1898 - 26 martie 1928).
- Ducesa Maria Elisabeth de Württemberg (12 septembrie 1899 - 15 aprilie 1900)
- Ducesa Margarita Maria de Württemberg (4 ianuarie 1902 - 22 aprilie 1945)